# Valetudinarium
Uzasadnienie: to samo pojęcie

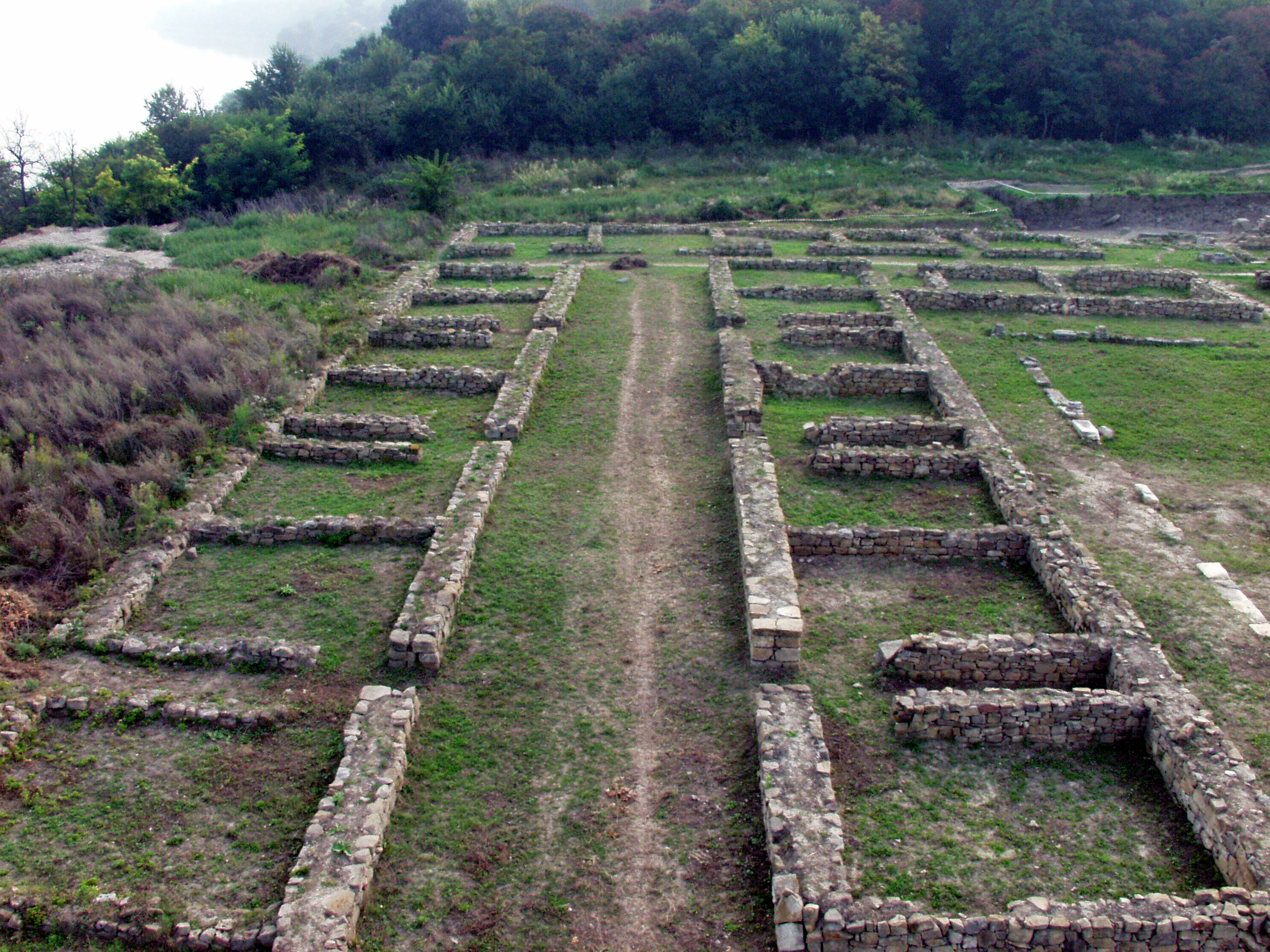
Novae - ruiny szpitala wojskowego (valetudinarium).

Valetudinarium – wczesna forma obiektów szpitalnych budowanych w obrębie obozów i twierdz rzymskich.
Valetudinaria powstawały od czasów Oktawiana Augusta w miejscach największych zgrupowań wojsk rzymskich na granicach imperium. Miały zwykle formę czworobocznego budynku, w którym biegł korytarz z umieszczonymi po bokach salami dla chorych, zaś środkowa część (dziedziniec) służyła do spacerów. Największe obiekty tego rodzaju składały się z około 60 pomieszczeń dla chorych, kwater personelu, sal do kąpieli i pomieszczeń do składowania narzędzi.
Jednym z ważniejszych zabytków tego rodzaju budownictwa szpitalnego są ruiny valetudinarium w Novae, odkryte w 1981 przez polskich archeologów.